# Lagata (kommunhuvudort)
Lagata är en kommunhuvudort i Spanien.   Den ligger i provinsen Provincia de Zaragoza och regionen Aragonien, i den nordöstra delen av landet, 260 km öster om huvudstaden Madrid. Lagata ligger 527 meter över havet och antalet invånare är 124.
Terrängen runt Lagata är varierad. Runt Lagata är det mycket glesbefolkat, med 6 invånare per kvadratkilometer. Närmaste större samhälle är Belchite, 8,4 km nordost om Lagata. Trakten runt Lagata består till största delen av jordbruksmark.